# Церква Святого Миколая (Белз)

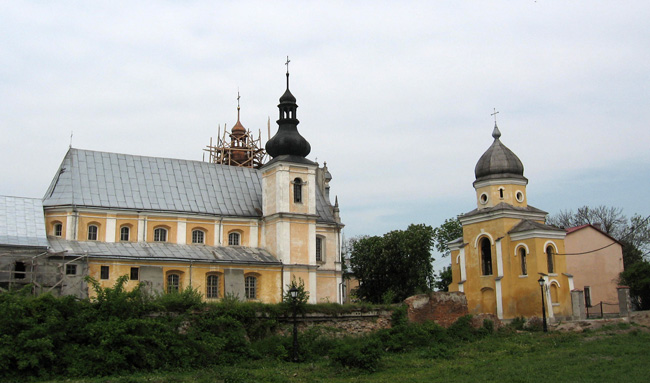
Церква св. Миколая (колишній костел домініканок)

Церква Святого Миколая, колишній костел Непорочного зачаття Найсвятішої Діви Марії (Пречистої Богородиці) та монастир сестер-домініканок — сакральні споруди в Белзі (Львівська область, Україна). Пам'ятка мурованої архітектури доби бароко (1653). Діючий храм УГКЦ. Неподалік церкви до пожежі 1739 року була кафедральна церква св. Миколи.

## Історія
Фундаторка — віленська каштелянова Софія Ходкевич. Спочатку будівлі були дерев'яними, згоріли під час нападу татар 1647 року.
Дідич Моршина Александер Станіслав Белжецький записав дарчу грамоту для жіночого домініканського монастиря РКЦ у Белзі, який був забезпечений, зокрема, на його маєтностях у Моршині і Довгому. 1684 року монахині (вікарія Катажина Бушовська, субпріориса Вікторія Прусіновська та 3 консиліярки) погодились, щоб його вдова Зофія перенесла «запис» монастирю з відступлених кішинському старості Казімежеві Лабенцькому сіл Довге та Моршин на інші маєтності А. С. Белжецького.
Після входження Галичини до складу імперії Габсбургів костел передано греко-католицькій громаді міста. До нього перенесли іконостас та окремі ікони розібраної дерев'яної церкви Святого Духа.
У 1944 році після виселення українців в УРСР Белз опинився за так званою лінією Керзона на польському боці, церкву знову переобладнали на римо-католицький костел. Після виселення поляків 1951 року храм закрили. За совітів пропав весь церковний вистрій і надзвичайно багатий парафіяльний архів, яким користувався історик Теофіль Коструба для написання своїх розвідок про Белз.
Дзвіниця — 1906 року, архітектор — Філемон Левицький.